# Calasparra
Calasparra település Spanyolországban, Murciában. Calasparra Cieza, Mula, Cehegín, Moratalla és Hellín községekkel határos. Lakosainak száma 10 286 fő (2024).

## Népesség
A település népessége az elmúlt években az alábbi módon változott:
| Lakosok száma | 9066 | 9674 | 10 282 | 10 759 | 10 661 | 10 527 | 10 214 | 10 178 | 10 163 | 10 286 |
|               | 2001 | 2004 | 2007   | 2009   | 2012   | 2014   | 2017   | 2019   | 2022   | 2024   |